# Tall Cedars of Lebanon
Tall Cedars of Lebanon (en español: los cedros altos del Líbano ) es el nombre de una organización masónica americana abierta a los maestros francmasones de las obediencias de la francmasoneria regular de los Estados Unidos. Sus miembros se reconocen por los sombreros piramidales que llevan en sus reuniones. Su nombre proviene de los cedros del Líbano que el rey Salomón utilizó para la construcción del primer Templo de Jerusalén. La fundación Tall Cedar es una asociación benéfica, esta fundación promueve la investigación médica, para encontrar una cura para la distrofia muscular y las enfermedades neuromusculares relacionadas.